# Oxalis debilis
Oxalis debilis je višegodišnja biljka i zeljasta biljka iz porodice Oxalidaceae. Izvorno je rasprostranjena u Južnoj Americi, ali je postala vrlo kozmopolitska vrsta, koja se javlja na svim kontinentima osim na Antarktici. Može se naći i u umjerenim i u tropskim područjima.
Jestivi su cvjetovi, listovi i korijen. Postoji zabrinutost da se biljka smije konzumirati samo u malim količinama jer sadrži oksalnu kiselinu koja može uzrokovati nedostatak kalcija ako se jede u većim količinama. Studije pokazuju da je to pretjeran strah. Lišće ima ono što se smatra ljutkastim okusom limuna.

## Opis
Lukovičasta je biljka. Plod je kapsula. Sjemenke su izbočene, s elastičnim omotačem. U Europi su biljke sterilne i razmnožavaju se samo lukovicama.
Istraživanja naturalizirajućih populacija u Kini pokazuju prisutnost 2 oblika cvijeta, pelud s niskom vitalnošću i poliploidiju.

## Sorte i uzgoj
Postoje dvije varijante:
- Oxalis debilis var. corymbosa (DC. ) Lourteig – ružičasta kiselica s velikim cvjetovima (Sinonim : O. corymbosa )
- Oxalis debilis var. debilis

'Aureoreticulata' ('aureo-reticulata') ima privlačno prošarano lišće s ružičastoljubičastim cvjetovima. Ovaj se kultivar također zove 'Gold Veined Oxalis' (Oxalis s žutim žilama) s atraktivnim žutim lišćem s žilama. Simptom je povezan s prisutnošću begomovirusa . Ovaj virus, označen kao OxYVV, prenosi bijela mušica Bemisia tabaci.
Kraljevsko hortikulturno društvo savjetuje da to može biti ozbiljan korov.

### Štetočine i bolesti
Puccinia oxalidis je vrsta gljive iz roda Puccinia. Ova vrsta je uzročnik hrđe na biljkama iz roda Oxalis.

## Vanjske poveznice
|  | Zajednički poslužitelj ima stranicu o temi Oxalis debilis    |
|  | Zajednički poslužitelj ima još gradiva o temi Oxalis debilis |
|  | Wikivrste imaju podatke o taksonu Oxalis debilis             |